# ペチャパイブギ
「ペチャパイブギ」（ぺちゃぱいぶぎ）は、ずうとるびの8枚目のシングル。
1976年5月10日にエレックレコードから発売された。
ずうとるびのメンバーは、山田隆夫、江藤博利、新井康弘、今村良樹、池田善彦。

## 解説
- A面曲はアルバム『恋の夜行列車〜愛と冒険の旅〜』からのシングルカットとなった。
- 今作の作詞・作曲は、A面・B面とも山田隆夫。
- 今作はこれまでのずうとるびの楽曲とは違い、タイトル・歌詞・衣装などは、かなり過激なものとなっている。
- ブギウギのアレンジには、つのだ☆ひろが参加している。
- イントロ前の台詞は、『おかあさんといっしょ』（NHK総合テレビ）でかつて放送された子供体操『元気に一、二』のラスト近くから流用。
- 前述の通り、過激な内容のため、歌詞カードには、“おことわり”として“A面放送の時には、要注意でお願いします”と記されている。

## 収録曲
A面
- ペチャパイブギ

B面
- 君は四葉のクローバー
  - 両楽曲とも、作詞・作曲：山田隆夫